# Jan den Tex
Jan den Tex (Amsterdam 8 mei 1899 – Leusden 25 november 1984) was een Nederlands jurist en historicus. Hij was lid van de familie Den Tex. Hij is vooral bekend geworden door zijn vijfdelige biografie van Johan van Oldenbarnevelt.

## Biografie[1]
Den Tex studeerde rechten aan de Universiteit van Amsterdam en promoveerde in 1926 op Locke en Spinoza over de tolerantie. Als zoon van gegoede ouders kon hij zich aan zijn liefhebberijen wijden. Hij was onder andere actief voor de Alliance française, Vereniging Natuurmonumenten en Vereniging De Hollandsche Molen. Nadat hij van 1933 tot 1941 te Athene had verbleven, eerst als archeoloog en later als vertaler voor de Britten, en van 1941 tot 1946 eveneens in Britse dienst te Caïro was geweest, begon hij aan wat zijn levenswerk zou worden: het schrijven van de levensgeschiedenis van Johan van Oldenbarnevelt. Hiervan verschenen tussen 1960 en 1972 vijf delen. Voor de eerste twee delen ontvang hij in 1963 de Dr. C.J. Wijnaendts Franckenprijs voor biografie en cultuurgeschiedenis. Van deze boeken verscheen zowel in het Engels als in het Nederlands een verkorte versie.

## Publicaties
- Locke en Spinoza over de tolerantie - Amsterdam, 1926
- Strĳd voor een molen - Amsterdam, 1950, 2e druk: Eindhoven, 1975, jeugdboek
- Oldenbarnevelt - Haarlem, 1960-1972, 5 delen, Engelse bewerking: Cambridge U.K., 1973
- met Ali Ton, Johan van Oldenbarnevelt - 's-Gravenhage, 1980[2]
- Onder vreemde heren: de Republiek der Nederlanden 1672-1674 - Zutphen, 1982
- met Ali Ton, Herinneringen: Jan den Tex aan het woord - Amersfoort, 1985